# Powiat de Pilten
1585–1795
Entités précédentes :
- Royaume de Livonie (Évêché de Courlande)

Entités suivantes :
- Empire russe

Le powiat, ou district de Pilten (en letton : Piltenes apgabals, en polonais : Powiat piltyński, en allemand : Kreis Pilten) était un district autonome de la république des Deux Nations, uni entre 1685 et 1717 au duché de Courlande.

## Histoire

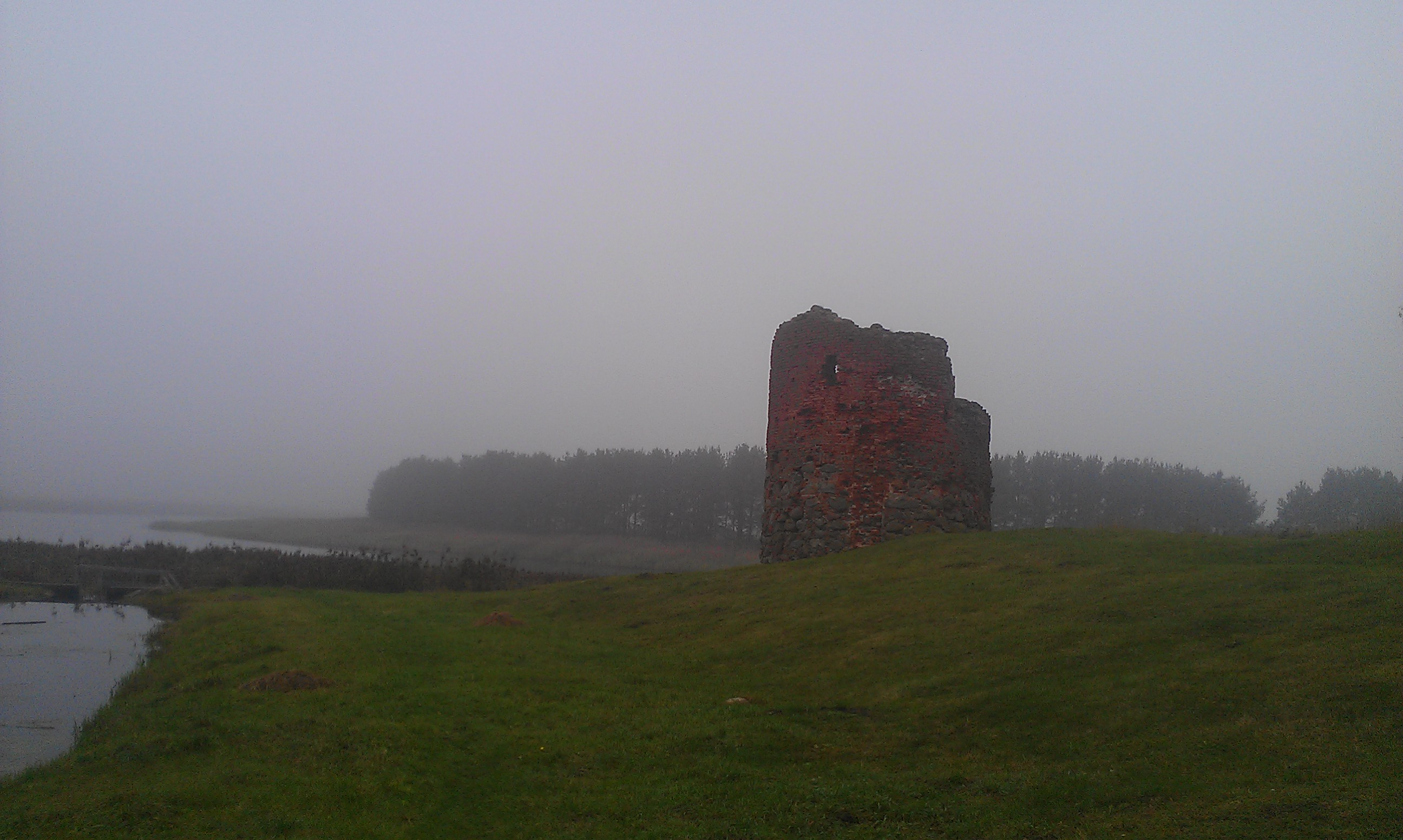
Ruines du château de Pilten.

Le district a été créé après la mort de Magnus, duc de Holstein, et l'extinction de facto de son royaume de Livonie, État fantoche russe. Il correspondait alors à la partie continentale du royaume ; les îles de Saaremaa et Hiiumaa en constituant le pendant maritime. Après la mort de Magnus, le district de Pilten a été incorporé à la Pologne-Lituanie sur la base du traité polono-danois du 10 avril 1585, signé à Kronborg, tandis que le Danemark récupérait les îles. Le district a été occupé par les troupes suédoises de 1600 à 1611. À partir de 1623, le titre de staroste de Pilten est traditionnellement attribué aux membres de la famille allemande von Maydell.
Après le troisième partage de la Pologne, le district est devenu une partie du gouvernement de Courlande.